# Glenognatha argenteoguttata
Glenognatha argenteoguttata là một loài nhện trong họ Tetragnathidae.
Loài này thuộc chi Glenognatha. Glenognatha argenteoguttata được miêu tả năm 1935 bởi Berland.